# Андорра на зимових Олімпійських іграх 2022
Андорра взяла участь у зимовій Олімпіаді 2022, що тривала з 4 по 20 лютого 2022 року у Пекіні (Китай).

## Спортсмени
Кількість спортсменів, що взяли участь в Іграх, за видами спорту.
| Вид спорту          | Чоловіки | Жінки | Загалом |
| ------------------- | -------- | ----- | ------- |
| Гірськолижний спорт | 1        | 1     | 2       |
| Лижні перегони      | 1        | 1     | 2       |
| Сноубординг         | 0        | 1     | 1       |
| Загалом             | 2        | 3     | 5       |

## Гірськолижний спорт
Від Андорри на Ігри кваліфікувалися один гірськолижник і одна гірськолижниця, що відповідали базовим кваліфікаційним критеріям.
| Спортсмен         | Дисципліна                    | 1-й спуск | 1-й спуск | 2-й спуск | 2-й спуск | Сума    | Сума  |
| Спортсмен         | Дисципліна                    | Час       | Місце     | Час       | Місце     | Час     | Місце |
| ----------------- | ----------------------------- | --------- | --------- | --------- | --------- | ------- | ----- |
| Жоан Верду Санчес | Гігантський слалом (чоловіки) | 1:04.48   | 13        | 1:06.80   | 3         | 2:11.28 | 9     |
| Жоан Верду Санчес | Супергігант (чоловіки)        | Н/Д       | Н/Д       | Н/Д       | Н/Д       | 1:22.92 | 22    |
| Канде Морено      | Комбінація (жінки)            | 1:34.05   | 16        | 1:00.29   | 14        | 2:34.34 | 12    |
| Канде Морено      | Швидкісний спуск (жінки)      | Н/Д       | Н/Д       | Н/Д       | Н/Д       | НФ      | НФ    |
| Канде Морено      | Супергігант (жінки)           | Н/Д       | Н/Д       | Н/Д       | Н/Д       | 1:16.72 | 30    |

## Лижні перегони
Від Андорри на Ігри кваліфікувалися один лижник і дві лижниці, але вирішено було скористатися лише з однієї квоти на кожну стать.
| Спортсмен                | Дисципліна                        | Класичний стиль | Класичний стиль | Вільний стиль | Вільний стиль | Фінал     | Фінал       | Фінал |
| Спортсмен                | Дисципліна                        | Час             | Місце           | Час           | Місце         | Час       | Відставання | Місце |
| ------------------------ | --------------------------------- | --------------- | --------------- | ------------- | ------------- | --------- | ----------- | ----- |
| Ірінеу Естеве Альтімірас | 15 км класичним стилем (чоловіки) | Н/Д             | Н/Д             | Н/Д           | Н/Д           | 40:39.4   | +2:44.6     | 24    |
| Ірінеу Естеве Альтімірас | 30 км скіатлон (чоловіки)         | 41:37.9         | 27              | 38:54.1       | 16            | 1:21:08.2 | +4:58.4     | 20    |
| Ірінеу Естеве Альтімірас | 50 км вільним стилем (чоловіки)   | Н/Д             | Н/Д             | Н/Д           | Н/Д           | 1:15:09.8 | +3:37.1     | 25    |
| Карола Віла              | 10 км класичним стилем (жінки)    | Н/Д             | Н/Д             | Н/Д           | Н/Д           | 31:45.0   | +3:38.7     | 47    |
| Карола Віла              | 15 км скіатлон (жінки)            | 25:09.6         | 43              | 24:32.5       | 50            | 50:28.8   | +6:15.1     | 47    |
| Карола Віла              | 30 км вільним стилем (жінки)      | Н/Д             | Н/Д             | Н/Д           | Н/Д           | 1:39:18.1 | +14:24.1    | 48    |

## Сноубординг
Андорра одержала перерозподілене квотне місце на змагання жінок у сноубордкросі.
| Спортсмен     | Дисципліна           | № Посіву | № Посіву | 1/8 фіналу | Чвертьфінал  | Півфінал     | Фінал        | Фінал |
| Спортсмен     | Дисципліна           | Час      | Місце    | Місце      | Місце        | Місце        | Місце        | Місце |
| ------------- | -------------------- | -------- | -------- | ---------- | ------------ | ------------ | ------------ | ----- |
| Маева Естевес | Сноубордкрос (жінки) | НФ       | 31       | НС         | Не потрапила | Не потрапила | Не потрапила | 31    |